# استپی موئین
استپی موئین (نام علمی: Stipa capillata) نام یک گونه از سرده استپی است.